# Cipro ai Giochi della XXX Olimpiade
Cipro ha partecipato ai Giochi della XXX Olimpiade di Londra che si sono svolti dal 27 luglio al 12 agosto 2012. È stata la 9ª partecipazione degli atleti ciprioti ai giochi olimpici estivi.
Gli atleti della delegazione cipriota sono stati 13 (9 uomini e 4 donne), in 7 discipline, la meno numerosa dal 1988. Per il tiratore Georgios Achilleos è stata la quarta partecipazione ad un'olimpiade estiva.
Alla cerimonia di apertura il portabandiera è stato il tennista Marcos Baghdatis, mentre la portabandiera della cerimonia di chiusura è stata la ginnasta Chrystalleni Trikomiti.
Cipro ha ottenuto un totale di 1 medaglia (argento). Il medagliato, il velista Pavlos Kontides, è stato il primo cipriota a vincere una medaglia ai Giochi olimpici.

## Medaglie
| Riepilogo quotidiano | Riepilogo quotidiano | Riepilogo quotidiano | Riepilogo quotidiano | Riepilogo quotidiano | Riepilogo quotidiano | Riepilogo quotidiano |
| -------------------- | -------------------- | -------------------- | -------------------- | -------------------- | -------------------- | -------------------- |
| Giorno               | Data                 |                      |                      |                      | Totale               |                      |
| 1º                   | 27                   | —                    | —                    | —                    | —                    |                      |
| 2º                   | 28                   | 0                    | 0                    | 0                    | 0                    |                      |
| 3º                   | 29                   | 0                    | 0                    | 0                    | 0                    |                      |
| 4º                   | 30                   | 0                    | 0                    | 0                    | 0                    |                      |
| 5º                   | 31                   | 0                    | 0                    | 0                    | 0                    |                      |
| 6º                   | 1                    | 0                    | 0                    | 0                    | 0                    |                      |
| 7º                   | 2                    | 0                    | 0                    | 0                    | 0                    |                      |
| 8º                   | 3                    | 0                    | 0                    | 0                    | 0                    |                      |
| 9º                   | 4                    | 0                    | 0                    | 0                    | 0                    |                      |
| 10º                  | 5                    | 0                    | 0                    | 0                    | 0                    |                      |
| 11º                  | 6                    | 0                    | 1                    | 0                    | 1                    |                      |
| 12º                  | 7                    | 0                    | 0                    | 0                    | 0                    |                      |
| 13º                  | 8                    | 0                    | 0                    | 0                    | 0                    |                      |
| 14º                  | 9                    | 0                    | 0                    | 0                    | 0                    |                      |
| 15º                  | 10                   | 0                    | 0                    | 0                    | 0                    |                      |
| 16º                  | 11                   | 0                    | 0                    | 0                    | 0                    |                      |
| 17º                  | 12                   | 0                    | 0                    | 0                    | 0                    |                      |
| Totale               | Totale               | 0                    | 1                    | 0                    | 1                    |                      |

### Medaglie d'argento
| Medaglia | Nome            | Sport | Evento         |
| -------- | --------------- | ----- | -------------- |
| Argento  | Pavlos Kontides | Vela  | Laser maschile |

## Atletica leggera
| Q | Qualificato al turno successivo per la posizione in qualificazione                                                           |
| q | Qualificato per il turno successivo per ripescaggio o, negli eventi su campo, conquistando la misura minima per qualificarsi |

### Maschile
Eventi su campo
| Atleta                   | Evento              | Qualificazioni | Qualificazioni | Finale          | Finale          |
| Atleta                   | Evento              | Misura         | Posizione      | Misura          | Posizione       |
| ------------------------ | ------------------- | -------------- | -------------- | --------------- | --------------- |
| Kyriakos Iōannou         | Salto in alto       | 2,26 m         | 12° q          | 2,20 m          | 13°             |
| Apostolos Parellīs       | Lancio del disco    | 63,48 m        | 13°            | non qualificato | non qualificato |
| Konstantinos Stathelakos | Lancio del martello | 69,65 m        | 33°            | non qualificato | non qualificato |

### Femminile
Eventi di corsa su pista e strada
| Atleta         | Evento | Batteria  | Batteria  | Semifinale | Semifinale | Finale          | Finale          |
| Atleta         | Evento | Risultato | Posizione | Risultato  | Posizione  | Risultato       | Posizione       |
| -------------- | ------ | --------- | --------- | ---------- | ---------- | --------------- | --------------- |
| Eleni Artymata | 200 m  | 23"09     | 6ª q      | 22"92      | 8ª         | non qualificata | non qualificata |

## Ciclismo

### Mountain Bike
Maschile
| Atleta              | Evento        | Tempo     | Classifica |
| ------------------- | ------------- | --------- | ---------- |
| Marios Athanasiadis | Cross country | 1h 43'25" | 40º        |

## Ginnastica

### Ginnastica ritmica
Femminile
| Atleta                 | Evento               | Qualificazione | Qualificazione | Qualificazione | Qualificazione | Qualificazione | Qualificazione | Finale          | Finale          | Finale          | Finale          | Finale          | Finale          |
| Atleta                 | Evento               | Attrezzo       | Attrezzo       | Attrezzo       | Attrezzo       | Totale         | Classifica     | Attrezzo        | Attrezzo        | Attrezzo        | Attrezzo        | Totale          | Classifica      |
| Atleta                 | Evento               | Cerchio        | Palla          | Clavi          | Nastro         | Totale         | Classifica     | Cerchio         | Palla           | Clavi           | Nastro          | Totale          | Classifica      |
| ---------------------- | -------------------- | -------------- | -------------- | -------------- | -------------- | -------------- | -------------- | --------------- | --------------- | --------------- | --------------- | --------------- | --------------- |
| Chrystalleni Trikomiti | Concorso individuale | 26.255         | 26.250         | 26.380         | 26.665         | 104.675        | 19ª            | non qualificata | non qualificata | non qualificata | non qualificata | non qualificata | non qualificata |

## Nuoto e sport acquatici

### Nuoto
Femminile
| Atleta         | Evento             | Batteria | Batteria   | Semifinale      | Semifinale      | Finale          | Finale          |
| Atleta         | Evento             | Tempo    | Classifica | Tempo           | Classifica      | Tempo           | Classifica      |
| -------------- | ------------------ | -------- | ---------- | --------------- | --------------- | --------------- | --------------- |
| Anna Stylianou | 200 m stile libero | 2'01"87  | 27ª        | non qualificata | non qualificata | non qualificata | non qualificata |

## Tennis
Maschile
| Atleta           | Evento  | 32-esimi                                   | 16-esimi                          | Ottavi                                | Quarti               | Semifinali           | Finale               | Pos.            |
| Atleta           | Evento  | Avversario Risultato                       | Avversario Risultato              | Avversario Risultato                  | Avversario Risultato | Avversario Risultato | Avversario Risultato | Pos.            |
| ---------------- | ------- | ------------------------------------------ | --------------------------------- | ------------------------------------- | -------------------- | -------------------- | -------------------- | --------------- |
| Marcos Baghdatis | Singolo | G. Soeda (JPN) V 2-1 (6-76-8, 7-67-5, 6-2) | R. Gasquet (FRA) V 2-0 (6-4, 6-4) | A. Murray (GBR) P 1-2 (6-4, 1-6, 4-6) | non qualificato      | non qualificato      | non qualificato      | non qualificato |

## Tiro a segno/volo
Maschile
| Atleta             | Evento | Qualificazione | Qualificazione | Finale          | Finale          |
| Atleta             | Evento | Punteggio      | Classifica     | Punteggio       | Classifica      |
| ------------------ | ------ | -------------- | -------------- | --------------- | --------------- |
| Georgios Achilleos | Skeet  | 118            | 11º            | non qualificato | non qualificato |
| Antonakis Andreou  | Skeet  | 115            | 22º            | non qualificato | non qualificato |

Femminile
| Atleta            | Evento | Qualificazione | Qualificazione | Finale          | Finale          |
| Atleta            | Evento | Punteggio      | Classifica     | Punteggio       | Classifica      |
| ----------------- | ------ | -------------- | -------------- | --------------- | --------------- |
| Panayiota Andreou | Skeet  | 57             | 16ª            | non qualificata | non qualificata |

## Vela
Maschile
| Atleta            | Evento | Regata | Regata | Regata | Regata | Regata | Regata | Regata | Regata | Regata | Regata | Regata | Punteggio Totale | Punteggio Netto | Classifica |
| Atleta            | Evento | 1      | 2      | 3      | 4      | 5      | 6      | 7      | 8      | 9      | 10     | M      | Punteggio Totale | Punteggio Netto | Classifica |
| ----------------- | ------ | ------ | ------ | ------ | ------ | ------ | ------ | ------ | ------ | ------ | ------ | ------ | ---------------- | --------------- | ---------- |
| Andreas Carioulou | RS:X   | 13     | 26     | 10     | 27     | 11     | 30     | 16     | 12     | 12     | 23     | EL     | 180              | 150             | 17º        |
| Pavlos Kontides   | Laser  | 9      | 4      | 1      | 1      | 2      | 4      | 12     | 7      | 7      | 4      | 10     | 71               | 59              |            |